# Джонс, Пол (блюзмен)
Пол «Уайн» Джонс (англ. Paul «Wine» Jones; 1 июля 1946, Флора, Миссисипи, США — 9 октября 2012, Джэксон, Миссисипи, США) — американский блюзовый гитарист, вокалист и автор песен. Номинант Blues Music Awards в номинациях «Альбом традиционного блюза» (1996), «Лучший дебют» (1996) . Брат известного блюзового барабанщика Кейси Джонса.

## Биография
Пол Джонс родился во Флоре, штат Миссисипи, и начал играть на гитаре с возраста четырёх лет. С 13 лет он играл на домашних вечеринках, а позже работал с Джеймсом «Соном» Томасом и губной гармошкой Литтл Вилли Фостером, и другими музыкантами, однако скорее как хобби, нежели как профессионал. До 1971 года работал не ферме, затем переехал в Белзони , штат Миссисипи, где стал работать сварщиком и продолжал выступать на локальном уровне. Его «открыл» критик Роберт Палмер. При его посредстве в 1995 году Fat Possum записала и выпустила дебютный альбом артиста Mule, на котором в частности Джонсу аккомпанировали барабанщик Сэм Карр и гитарист Биг Джек Джонсон. Альбом получил высокие оценки как критиков, так и слушателей, будучи номинирован на звание лучшего альбом традиционного блюза, а сам исполнитель номинировался как лучший дебютант года. В 1995 и 1996 годах пол Джонс гастролировал по США в составе организованной лейблом группы музыкантов Mississippi Juke Joint Caravan. В 1999 году вышел второй альбом музыканта
Пол Джонс умер от рака в возрасте 59 лет в Джексоне, штат Миссисипи, в октябре 2005 года.
«Его стиль глубоко укоренен в сельском блюзе дельты, но он настолько самобытен и своеобразен, что его звучание сложно перепутать со звучанием любого другого артиста. Прочный аккомпанемент на басовых струнах, обширные звуковые гитарные текстуры, приправа из риффов с вау-вау и голос, который может звучать как уксус или как патока или просто настойчиво страстно, как того требует песня, — вот некоторые из качеств, которые делают Пола Джонса уникальным и грозным талантом» .

## Дискография
- Mule (1995, Fat Possum Records)
- Pucker Up Buttercup (1999, Fat Possum Records) [3]
- Stop Arguing Over Me (2006, Fat Possum Records)) [4]